# Gare de Henne-Chèvremont
La gare de Henne-Chèvremont est une ancienne halte ferroviaire belge de la ligne 37, de Liège-Guillemins à Hergenrath (frontière) située à Henne, hameau de l'ancienne commune de Vaux-sous-Chèvremont, sur le territoire de la commune de Chaudfontaine dans la province de Liège, en Région wallonne.
Elle est mise en service en 1886 et ferme le 3 juin 1984 dans le cadre du plan IC-IR.

## Situation ferroviaire
Établie à 75 m d'altitude, la gare de Henne-Chèvremont se trouvait au point kilométrique (PK) 5.8 de la ligne 37, de Liège-Guillemins à Hergenrath (frontière allemande) entre les gares ouvertes de Chênée et de Chaudfontaine.

## Histoire
La section de Chênée à Chaudfontaine de la ligne de l'Est (reliant Malines à la frontière de Prusse) est mise en service le 17 juillet 1843. Le point d'arrêt de Henne, uniquement accessible aux voyageurs et aux bagages, est mis en service le 1er juin 1886 sur le remblai de la ligne en surplomb de la rivière Vesdre en un point équidistant des gares de Chênée et Chaudfontaine. Il fait face au château Hennekine (disparu en 1945).
L'accueil des voyageurs, la vente des titres de transport et les locaux de service étaient répartis dans deux pavillons datant de 1897, pratiquement identiques, implantés de part et d'autre des voies et accessibles depuis la chaussée au moyen de plans inclinés avec un grand mur de soutènement côté route de Chaudfontaine. Ces bâtiments de gare emploient une technique expérimentale pour l'époque et sont en tôle avec parois recouvertes de plâtre et reposent sur des piliers de fer et des fondations en maçonnerie.
Le point d'arrêt de Henne accède au statut de halte le 1er juin 1897. Il est rétrogradé en point d'arrêt le 1er janvier 1925.
Cet arrêt, trop peu fréquenté, est inclus en 1982 dans la liste des gares dont la fermeture totale est prévue à cours terme et ferme le 3 juin 1984 lorsque le plan IC-IR entre en application.
Les bâtiments de la gare ont disparu ; un bout de la rampe d'accès côté route subsistait jusqu'à une reconstruction du talus avec de nouvelles pierres.